# 赵启中
赵启中（1947年5月1日—2025年3月1日），男，汉族，青海乐都人，中华人民共和国政治人物，曾任政协第九届、十届青海省政协副主席。

## 簡歷
1968年7月参加革命工作，1972年11月加入中国共产党。1965年9月至1968年7月就读于青海省第二师范学校。
1968年7月至1972年8月任青海省玉树州广播站干部；1972年8月-1975年5月任青海省玉树州革委会政治部干部；1975年5月至1989年7月期间在青海省玉树州历任玉树县委组织部长、治多县纪委书记、玉树县委书记等职；1989年7月至1998年3月任青海省玉树州委副书记、书记。
1998年3月至2005年1月历任 青海省计划委员会副主任、青海省监察厅厅长、青海省纪委副书记、青海省委巡视办公室主任；2005年1月当选为青海省政协副主席，2008年任青海省政协常务副主席、党组副书记；至2011年3月退休。